# 变分分析
数学中，变分分析（variational analysis）通常指从凸优化和经典变分法到更一般理论的组合与扩展。这包括优化理论的更一般问题，如集值分析中的广义导数等。
数学学科分类标准（MSC2010）中，“集值与变分分析”领域的编码为“49J53”。

## 历史
这一数学领域历史悠久，不过“变分分析”一词在这领域最早见于R. Tyrrell Rockafellar与Roger J-B Wets的同名著作中。

## 最小值的存在
一个经典结果是，紧集上的下半连续函数必有最小值。只要函数有下界，变分分析结果（如艾克兰德变分原理）就允许我们将这结果推广到非紧集上的下半连续函数，代价是给函数增加一个小扰动。

## 广义导数
费马引理指出，若可微函数有最小值，且是定义域的内点，则在该点的导数必为零。对于光滑函数必须再其他光滑函数等于零的约束下的最小化问题，拉格朗日乘数法给出了函数导数须满足的必要条件。
通过将导数概念推广到次导数，这些经典结果的思想可以推广到不可微凸函数。克拉克广义梯度等进一步推广可将其推广到非光滑局部利普希茨函数。

## 引用
1. 1 2  Rockafellar & Wets 2009.
2. ↑  . 2010-06-05  [2024-03-08]. （原始内容存档于2016-03-04）.
3. ↑  
Frank H. Clarke, Optimization and Nonsmooth Analysis, SIAM, 1990.